# Jerzy Kozicki
Jerzy Maria Kozicki (Jerzy Dunin-Kozicki) (ur. 24 stycznia 1890 w Tarnopolu, zm. 10 stycznia 1952 w Krakowie) – polski inżynier naftowy, przedsiębiorca, działacz społeczny, polityk, poseł na Sejm IV kadencji (1935–1938) w II Rzeczypospolitej.

## Życiorys
Urodził się 24 stycznia 1890 w Tarnopolu, w rodzinie Włodzimierza, sędziego w Brzeżanach, i Marii z Sochaników. Ukończył gimnazjum w Kołomyi oraz studia chemiczne na uniwersytecie w Zurychu i budowy maszyn na politechnice w Zurychu, gdzie uzyskał tytuł inżyniera w 1913 roku. Doktoryzował się z chemii organicznej na uniwersytecie w Grazu w 1915 roku. 
W latach 1913–1917 kierował laboratorium i był kierownikiem ruchu Państwowej Fabryki Olejów Mineralnych (później „Polmin”) w Drohobyczu, w okresie 1917–1919 pracował jako dyrektor techniczny rafinerii nafty w Gliniku Mariampolskim, a w latach 1919–1923 jako naczelny dyrektor „Polminu”. W trakcie tej kadencji przeprowadził modernizację linii produkcyjnych, zbudował rurociągi z Daszawy do Drohobycza i Borysławia, prowadził budowę osiedli mieszkaniowych i żłobków. W latach 1926–1933 pracował jako dyrektor rafinerii „Nafta” w Drohobyczu, a następnie – dyrektor ds. rafineryjnych koncernu naftowego „Małopolska”. 
W latach 1923–1924 zajmował stanowisko adiunkta przy Katedrze Technologii Nafty i Gazownictwa Politechniki Lwowskiej, kierowanej przez prof. Stanisława Pilata. W okresie 1923–1926 jako adiunkt tejże katedry wyjeżdżał na Węgry w charakterze eksperta. 
Był autorem i współautorem wielu patentów z zakresu przetwórstwa ropy naftowej. Na podstawie jednego z nich zbudowano w Jedliczu pierwsze w Polsce urządzenie do odasfaltowania i odparafinowania pozostałości podestylacyjnych za pomocą propanu. 
Pełnił wiele funkcji branżowych i społecznych, był m.in.: członkiem zarządu Krajowego Towarzystwa Naftowego, Związku Producentów i Rafinerów Olejów Mineralnych, „Pionier” SA, Karpackiego Instytutu Geologiczno-Naftowego, Polskiego Eksportu Naftowego. Był radcą Izby Przemysłowo-Handlowej we Lwowie, wicedyrektorem Aeroklubu Lwowskiego i członkiem zarządu Małopolskiego Klubu Automobilowego. W latach 1927–1933 był członkiem Rady Miejskiej w Drohobyczu. Był członkiem wydziału honorowego klubu sportowego LKS Pogoń Lwów.
W młodości był sympatykiem PPS, później był związany z obozem sanacyjnym. Był członkiem Związku Strzeleckiego.
W wyborach parlamentarnych w 1935 roku został wybrany posłem na Sejm IV kadencji (1935-1938) 39 992 głosami z okręgu nr 75, obejmującego powiaty: drohobycki i rudecki. W kadencji tej pracował w komisjach: budżetowej (w roku 1937 był jej członkiem, potem zastępcą członka), pracy, przemysłowo-handlowej i zdrowia (1936). 
W czasie II wojny światowej mieszkał w Krakowie, gdzie był przedstawicielem warszawskich firm prywatnych i pomagał żonie w prowadzeniu cukierni „Telimena”. Po wojnie, w 1945 roku został dyrektorem biura badań i projektów Centralnego Zarządu Przemysłu Paliw Płynnych, w latach 1945–1947 pracował jako dyrektor Zjednoczenia Przemysłu Paliw Syntetycznych,  w latach 1947–1949 jako ekspert w Centralnym Zarządzie Przemysłu Naftowego i Banku Inwestycyjnym w Warszawie. Potem pracował jako rzeczoznawca ds. przemysłu rafineryjnego i inwestycji przemysłu chemicznego.

## Ordery i odznaczenia
- Krzyż Oficerski Orderu Odrodzenia Polski (1938)[6]

## Życie prywatne
Z małżeństwa zawartego 26 września 1926 roku z Zofią Kirchmeyer (1907–1978) miał córkę Marię, późniejszą Załęską. Zofia Kirchmeyer-Kozicka po śmierci męża powtórnie wyszła za mąż (18 lutego 1964 roku w Warszawie) za Antoniego Krasickiego (1904–1986), syna Augusta Krasickiego.
Dziadem (ojcem matki) Zofii Kirchmeyer był Antoni Gettlich (1842–1915) – polski pedagog, dyrektor Szkoły Wydziałowej Żeńskiej im. św. Scholastyki w Krakowie.
Ojciec Jerzego, Włodzimierz powtórnie się ożenił z Heleną Gostkowską, córką Romana Gostkowskiego (1837–1912) – inżyniera kolejowego, profesora i rektora Politechniki Lwowskiej.